# Mesochorus arcticus
Mesochorus arcticus là một loài tò vò trong họ Ichneumonidae.